# GEOS (sonda spaziale)
GEOS-1 fu uno dei primi satelliti artificiali sviluppato dall'Agenzia Spaziale Europea (ESA) e lanciato nell'aprile 1977.
Fu progettato per studiare la magnetosfera della Terra e in particolare, la distribuzione di plasma, particelle e onde nel campo magnetico del nostro pianeta. La sonda fu riutilizzata nel 1978 e nel 1979 durante le campagne di misure realizzate in compartecipazione con suo "gemello" GEOS-2 (lanciato nel luglio 1978) e con altri satelliti americani. GEOS-2 rimase operativo per due anni dopo di che fu "ibernato" per poi essere riattivato nel 1981 per prendere parte al programma EISCAT destinato a misurare i moti dell'alta atmosfera.